# Vedevåg

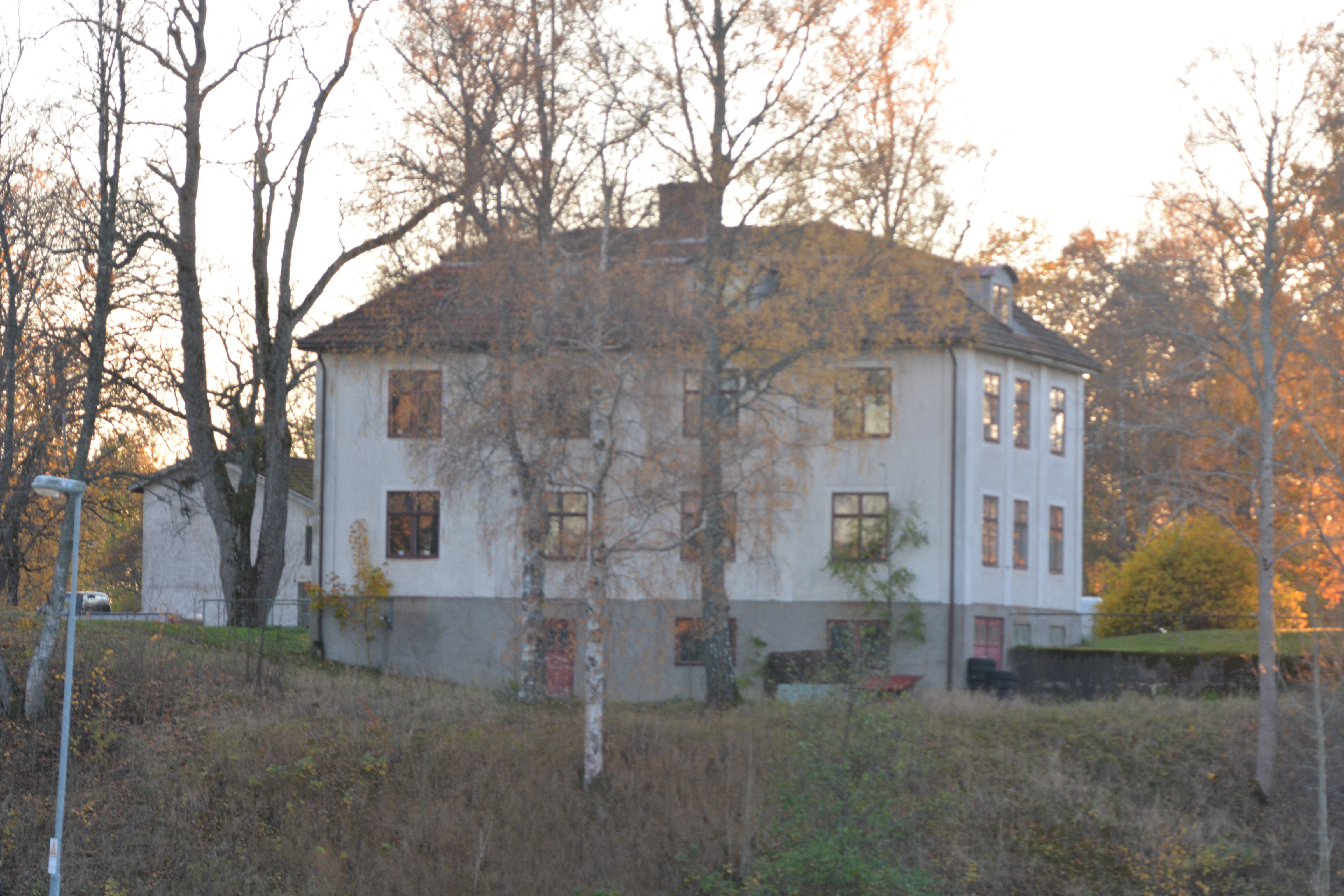
Vedevågs herrgård

Vedevåg är ett brukssamhälle beläget i Västmanland, Örebro län, Lindesbergs kommun. Äldre stavning Wedvåg (1539) , och Wedevåg.
Flera än idag verksamma företag har sina rötter i det 1538 grundade bruket, numera Wedevåg Tools, vilket räknas som Sveriges tredje äldsta företag efter Stora Kopparbergs Bergslags AB och Skyllbergs  bruk.

## Befolkningsutveckling
| Befolkningsutvecklingen i Vedevåg 1960–2020 | Befolkningsutvecklingen i Vedevåg 1960–2020 | Befolkningsutvecklingen i Vedevåg 1960–2020 | Befolkningsutvecklingen i Vedevåg 1960–2020 | Befolkningsutvecklingen i Vedevåg 1960–2020 |
| ------------------------------------------- | ------------------------------------------- | ------------------------------------------- | ------------------------------------------- | ------------------------------------------- |
|                                             |                                             |                                             |                                             |                                             |
| År                                          |                                             |                                             | Folkmängd                                   | Areal (ha)                                  |
| 1960                                        | 1960                                        |                                             | 863                                         |                                             |
| 1965                                        | 1965                                        |                                             | 921                                         |                                             |
| 1970                                        | 1970                                        |                                             | 923                                         |                                             |
| 1975                                        | 1975                                        |                                             | 906                                         |                                             |
| 1980                                        | 1980                                        |                                             | 942                                         |                                             |
| 1990                                        | 1990                                        |                                             | 867                                         | 147                                         |
| 1995                                        | 1995                                        |                                             | 785                                         | 147                                         |
| 2000                                        | 2000                                        |                                             | 758                                         | 147                                         |
| 2005                                        | 2005                                        |                                             | 718                                         | 147                                         |
| 2010                                        | 2010                                        |                                             | 656                                         | 146                                         |
| 2015                                        | 2015                                        |                                             | 753                                         | 142                                         |
| 2020                                        | 2020                                        |                                             | 672                                         | 135                                         |
|                                             |                                             |                                             |                                             |                                             |